# Deltagare i Tour de France 2004
Deltagare i Tour de France 2004 innehåller cyklisterna som deltog i Tour de France 2004 mellan 3 och 25 juli. 
| US Postal-Berry Floor USP | US Postal-Berry Floor USP | US Postal-Berry Floor USP | US Postal-Berry Floor USP |
| ------------------------- | ------------------------- | ------------------------- | ------------------------- |
| Nr                        |                           |                           | Pos.                      |
| 1                         | Lance Armstrong           | USA                       | 1                         |
| 2                         | José Azevedo              | Portugal                  | 5                         |
| 3                         | Manuel Beltrán            | Spanien                   | 46                        |
| 4                         | Vjatjeslav Jekimov        | Ryssland                  | 80                        |
| 5                         | George Hincapie           | USA                       | 33                        |
| 6                         | Floyd Landis              | USA                       | 23                        |
| 7                         | Benjamín Noval            | USA                       | 66                        |
| 8                         | Pavel Padrnos             | Tjeckien                  | 79                        |
| 9                         | José Luis Rubiera         | Spanien                   | 19                        |
| Manager: Johan Bruyneel   |                           |                           |                           |

| T-Mobile Team TMO     | T-Mobile Team TMO | T-Mobile Team TMO | T-Mobile Team TMO |
| --------------------- | ----------------- | ----------------- | ----------------- |
| Nr                    |                   |                   | Pos.              |
| 11                    | Jan Ullrich       | Tyskland          | 4                 |
| 12                    | Rolf Aldag        | Tyskland          | 69                |
| 13                    | Santiago Botero   | Colombia          | 75                |
| 14                    | Giuseppe Guerini  | Italien           | 25                |
| 15                    | Sergej Ivanov     | Ryssland          | 57                |
| 16                    | Matthias Kessler  | Tyskland          | DNF               |
| 17                    | Andreas Klöden    | Tyskland          | 2                 |
| 18                    | Daniele Nardello  | Italien           | 48                |
| 19                    | Erik Zabel        | Tyskland          | 59                |
| Manager: Mario Kummer |                   |                   |                   |

| Phonak Hearing Systems PHO | Phonak Hearing Systems PHO | Phonak Hearing Systems PHO | Phonak Hearing Systems PHO |
| -------------------------- | -------------------------- | -------------------------- | -------------------------- |
| Nr                         |                            |                            | Pos.                       |
| 21                         | Tyler Hamilton             | USA                        | DNF                        |
| 22                         | Martin Elmiger             | Schweiz                    | 108                        |
| 23                         | Santos González            | Spanien                    | 31                         |
| 24                         | Bert Grabsch               | Tyskland                   | 81                         |
| 25                         | José Enrique Gutiérrez     | Spanien                    | 28                         |
| 26                         | Nicolas Jalabert           | Frankrike                  | 82                         |
| 27                         | Oscar Pereiro Sio          | Spanien                    | 10                         |
| 28                         | Santiago Pérez             | Spanien                    | 49                         |
| 29                         | Oscar Sevilla              | Spanien                    | 24                         |
| Manager: Alvaro Pino       |                            |                            |                            |

| Euskaltel-Euskadi EUS        | Euskaltel-Euskadi EUS | Euskaltel-Euskadi EUS | Euskaltel-Euskadi EUS |               |
| ---------------------------- | --------------------- | --------------------- | --------------------- | ------------- |
| Nr                           |                       |                       | Pos.                  |               |
| 31                           | Iban Mayo             | Spanien               | DNF                   |               |
| 32                           | Iker Camaño           | Spanien               | 26                    |               |
| 33                           | David Etxebarria      | Spanien               | 77                    |               |
| 34                           | Unai Etxebarria       | Venezuela             | 91                    |               |
| 35                           | Iker Flores           | Spanien               | 60                    |               |
| 36                           | Iñigo Landaluze       | Spanien               | 52                    |               |
| 37                           | Egoi Martínez         | Spanien               | 41                    |               |
| 38                           | Haimar Zubeldia       | Spanien               | DNF                   |               |
| 39                           | startade inte         | startade inte         | startade inte         | startade inte |
| Team manager: Julián Gorospe |                       |                       |                       |               |

| Fassa Bortolo FAS                        | Fassa Bortolo FAS   | Fassa Bortolo FAS | Fassa Bortolo FAS |
| ---------------------------------------- | ------------------- | ----------------- | ----------------- |
| Nr                                       |                     |                   | Pos.              |
| 41                                       | Alessandro Petacchi | Italien           | DNF               |
| 42                                       | Marzio Bruseghin    | Italien           | 68                |
| 43                                       | Fabian Cancellara   | Schweiz           | 109               |
| 44                                       | Juan Antonio Flecha | Spanien           | 93                |
| 45                                       | Aitor González      | Spanien           | 45                |
| 46                                       | Kim Kirchen         | Luxemburg         | 63                |
| 47                                       | Filippo Pozzato     | Italien           | 116               |
| 48                                       | Mateo Tosatto       | Italien           | 110               |
| 49                                       | Marco Velo          | Italien           | DNF               |
| Manager: Roberto Damiani & Alberto Volpi |                     |                   |                   |

| Crédit Agricole C.A   | Crédit Agricole C.A | Crédit Agricole C.A | Crédit Agricole C.A |
| --------------------- | ------------------- | ------------------- | ------------------- |
| Nr                    |                     |                     | Pos.                |
| 51                    | Christophe Moreau   | Frankrike           | 12                  |
| 52                    | Alexandr Botjarov   | Ryssland            | 36                  |
| 53                    | Julian Dean         | Nya Zeeland         | 127                 |
| 54                    | Pierrick Fédrigo    | Frankrike           | 76                  |
| 55                    | Patrice Halgand     | Frankrike           | 39                  |
| 56                    | Sébastien Hinault   | Frankrike           | DNF                 |
| 57                    | Thor Hushovd        | Norge               | 104                 |
| 58                    | Sébastien Joly      | Frankrike           | 146                 |
| 59                    | Benoît Salmon       | Frankrike           | 83                  |
| Manager: Roger Legeay |                     |                     |                     |

| Team CSC CSC                           | Team CSC CSC      | Team CSC CSC | Team CSC CSC |
| -------------------------------------- | ----------------- | ------------ | ------------ |
| Nr                                     |                   |              | Pos.         |
| 61                                     | Ivan Basso        | Italien      | 3            |
| 62                                     | Kurt-Asle Arvesen | Norge        | 123          |
| 63                                     | Michele Bartoli   | Italien      | DNF          |
| 64                                     | Bobby Julich      | USA          | 40           |
| 65                                     | Andrea Peron      | Italien      | 64           |
| 66                                     | Jakob Piil        | Danmark      | DNF          |
| 67                                     | Carlos Sastre     | Spanien      | 8            |
| 68                                     | Nicki Sørensen    | Danmark      | 88           |
| 69                                     | Jens Voigt        | Tyskland     | 35           |
| Manager: Kim Andersen & Alain Gallopin |                   |              |              |

| Illes Balears IBB      | Illes Balears IBB          | Illes Balears IBB | Illes Balears IBB |
| ---------------------- | -------------------------- | ----------------- | ----------------- |
| Nr                     |                            |                   | Pos.              |
| 71                     | Francisco Mancebo          | Spanien           | 6                 |
| 72                     | Daniel Becke               | Tyskland          | DNF               |
| 73                     | José Vicente Garcia Acosta | Spanien           | 86                |
| 74                     | Iván Gutiérrez             | Spanien           | 51                |
| 75                     | Vladimir Karpets           | Ryssland          | 13                |
| 76                     | Denis Menchov              | Ryssland          | DNF               |
| 77                     | Aitor Osa                  | Spanien           | 50                |
| 78                     | Mikel Pradera              | Spanien           | DNF               |
| 79                     | Xabier Zandio              | Spanien           | 97                |
| Manager: Eusebio Unzúe |                            |                   |                   |

| Gerolsteiner GST              | Gerolsteiner GST | Gerolsteiner GST | Gerolsteiner GST |
| ----------------------------- | ---------------- | ---------------- | ---------------- |
| Nr                            |                  |                  | Pos.             |
| 81                            | Georg Totschnig  | Österrike        |                  |
| 82                            | René Haselbacher | Tyskland         | DNF              |
| 83                            | Danilo Hondo     | Österrike        | 106              |
| 84                            | Sebastian Lang   | Tyskland         | 78               |
| 85                            | Sven Montgomery  | Schweiz          | DNF              |
| 86                            | Uwe Peschel      | Tyskland         | 125              |
| 87                            | Ronny Scholz     | Tyskland         | 53               |
| 88                            | Fabian Wegmann   | Tyskland         | DNF              |
| 89                            | Peter Wrolich    | Österrike        | 113              |
| Manager: Hans-Michael Holczer |                  |                  |                  |

| Cofidis COF                     | Cofidis COF         | Cofidis COF | Cofidis COF |
| ------------------------------- | ------------------- | ----------- | ----------- |
| Nr                              |                     |             | Pos.        |
| 91                              | Stuart O'Grady      | Australien  | 61          |
| 92                              | Frédéric Bessy      | Frankrike   | DNF         |
| 93                              | Jimmy Casper        | Frankrike   | 147         |
| 94                              | Christophe Edaleine | Frankrike   | 131         |
| 95                              | Jimmy Engoulvent    | Frankrike   | 138         |
| 96                              | Dmitrij Fofonov     | Kazakstan   | 87          |
| 97                              | David Moncoutié     | Frankrike   | 34          |
| 98                              | Janek Tombak        | Estland     | DNF         |
| 99                              | Peter Farazijn      | Belgien     | 107         |
| Manager: Francis Van Londersele |                     |             |             |

| Quick Step-Davitamon QSD                  | Quick Step-Davitamon QSD | Quick Step-Davitamon QSD | Quick Step-Davitamon QSD |
| ----------------------------------------- | ------------------------ | ------------------------ | ------------------------ |
| Nr                                        |                          |                          | Pos.                     |
| 101                                       | Richard Virenque         | Frankrike                | 15                       |
| 102                                       | Paolo Bettini            | Italien                  | 58                       |
| 103                                       | Tom Boonen               | Belgien                  | 120                      |
| 104                                       | Davide Bramati           | Italien                  | DNF                      |
| 105                                       | Laurent Dufaux           | Schweiz                  | 67                       |
| 106                                       | Servais Knaven           | Nederländerna            | 142                      |
| 107                                       | Juan Miguel Mercado      | Spanien                  | 37                       |
| 108                                       | Michael Rogers           | Australien               | 22                       |
| 109                                       | Stefano Zanini           | Italien                  | 126                      |
| Manager: Wilfried Peeters & Serge Perseni |                          |                          |                          |

| Liberty Seguros LST  | Liberty Seguros LST       | Liberty Seguros LST | Liberty Seguros LST |
| -------------------- | ------------------------- | ------------------- | ------------------- |
| Nr                   |                           |                     | Pos.                |
| 111                  | Roberto Heras             | Spanien             | DNF                 |
| 112                  | Dariusz Baranowski        | Polen               | 94                  |
| 113                  | Allan Davis               | Australien          | 98                  |
| 114                  | Igor González de Galdeano | Spanien             | 44                  |
| 115                  | Jan Hruska                | Tjeckien            | 117                 |
| 116                  | Isidro Nozal              | Spanien             | 73                  |
| 117                  | Marcos Serrano            | Spanien             | 54                  |
| 118                  | Christian Vandevelde      | USA                 | 56                  |
| 119                  | Angel Vicioso             | Spanien             | DNF                 |
| Manager: Manolo Sáiz |                           |                     |                     |

| Brioches La Boulangère BLB    | Brioches La Boulangère BLB | Brioches La Boulangère BLB | Brioches La Boulangère BLB |
| ----------------------------- | -------------------------- | -------------------------- | -------------------------- |
| Nr                            |                            |                            | Pos.                       |
| 121                           | Sylvain Chavanel           | Frankrike                  | 30                         |
| 122                           | Walter Bénéteau            | Frankrike                  | 102                        |
| 123                           | Anthony Charteau           | Frankrike                  | 103                        |
| 124                           | Maryan Hary                | Frankrike                  | DNF                        |
| 125                           | Laurent Lefèvre            | Frankrike                  | DNF                        |
| 126                           | Jérôme Pineau              | Frankrike                  | 27                         |
| 127                           | Franck Renier              | Frankrike                  | 114                        |
| 128                           | Didier Rous                | Frankrike                  | DNF                        |
| 129                           | Thomas Voeckler            | Frankrike                  | 18                         |
| Manager: Jean-René Bernaudeau |                            |                            |                            |

| Alessio-Bianchi ALB     | Alessio-Bianchi ALB  | Alessio-Bianchi ALB | Alessio-Bianchi ALB |
| ----------------------- | -------------------- | ------------------- | ------------------- |
| Nr                      |                      |                     | Pos.                |
| 131                     | Magnus Bäckstedt     | Sverige             | DNF                 |
| 132                     | Fabio Baldato        | Italien             | 135                 |
| 133                     | Alessandro Bertolini | Italien             | DNF                 |
| 134                     | Pietro Caucchioli    | Italien             | 11                  |
| 135                     | Martin Hvastija      | Slovenien           | DNF                 |
| 136                     | Marcus Ljungqvist    | Sverige             | 132                 |
| 137                     | Claus Michael Møller | Danmark             | 70                  |
| 138                     | Andrea Noé           | Italien             | 99                  |
| 139                     | Scott Sunderland     | Australien          | 96                  |
| Manager: Dario Mariuzzo |                      |                     |                     |

| Ag2r Prévoyance A2R     | Ag2r Prévoyance A2R | Ag2r Prévoyance A2R | Ag2r Prévoyance A2R |
| ----------------------- | ------------------- | ------------------- | ------------------- |
| Nr                      |                     |                     | Pos.                |
| 141                     | Laurent Brochard    | Frankrike           | 29                  |
| 142                     | Mikel Astarloza     | Spanien             | 62                  |
| 143                     | Samuel Dumoulin     | Frankrike           | DNF                 |
| 144                     | Stéphane Goubert    | Frankrike           | 20                  |
| 145                     | Jaan Kirsipuu       | Estland             | DNF                 |
| 146                     | Jurij Krivtsov      | Ukraina             | 95                  |
| 147                     | Jean-Patrick Nazon  | Frankrike           | 137                 |
| 148                     | Nicolas Portal      | Frankrike           | 72                  |
| 149                     | Mark Scanlon        | Irland              | 89                  |
| Manager: Laurent Biondi |                     |                     |                     |

| Rabobank RAB          | Rabobank RAB      | Rabobank RAB  | Rabobank RAB |
| --------------------- | ----------------- | ------------- | ------------ |
| Nr                    |                   |               | Pos.         |
| 151                   | Levi Leipheimer   | USA           | 9            |
| 152                   | Michael Boogerd   | Nederländerna | 74           |
| 153                   | Bram de Groot     | Nederländerna | 111          |
| 154                   | Erik Dekker       | Nederländerna | 133          |
| 155                   | Karsten Kroon     | Nederländerna | 115          |
| 156                   | Marc Lotz         | Nederländerna | 90           |
| 157                   | Grischa Niermann  | Tyskland      | 65           |
| 158                   | Michael Rasmussen | Danmark       | 14           |
| 159                   | Marc Wauters      | Belgien       | 112          |
| Manager: Theo De Rooy |                   |               |              |

| Française des Jeux FDJ | Française des Jeux FDJ | Française des Jeux FDJ | Française des Jeux FDJ |
| ---------------------- | ---------------------- | ---------------------- | ---------------------- |
| Nr                     |                        |                        | Pos.                   |
| 161                    | Bradley McGee          | Australien             | DNF                    |
| 162                    | Sandy Casar            | Frankrike              | 16                     |
| 163                    | Baden Cooke            | Australien             | 139                    |
| 164                    | Carlos Da Cruz         | Frankrike              | 85                     |
| 165                    | Bernhard Eisel         | Österrike              | 131                    |
| 166                    | Frédéric Guesdon       | Frankrike              | 129                    |
| 167                    | Christophe Mengin      | Frankrike              | 84                     |
| 168                    | Jean-Cyril Robin       | Frankrike              | 47                     |
| 169                    | Matthew Wilson         | Australien             | 144                    |
| Manager: Marc Madiot   |                        |                        |                        |

| Saeco SAE                    | Saeco SAE           | Saeco SAE | Saeco SAE |
| ---------------------------- | ------------------- | --------- | --------- |
| Nr                           |                     |           | Pos.      |
| 171                          | Gilberto Simoni     | Italien   | 17        |
| 172                          | Stefano Casagrande  | Italien   | DNF       |
| 173                          | Mirko Celestino     | Italien   | DNF       |
| 174                          | Salvatore Commesso  | Italien   | 124       |
| 175                          | Gerrit Glomser      | Österrike | DNF       |
| 176                          | David Loosli        | Schweiz   | 105       |
| 177                          | Jörg Ludewig        | Tyskland  | 55        |
| 178                          | Evgeni Petrov       | Ryssland  | 38        |
| 179                          | Marius Sabaliauskas | Litauen   | 42        |
| Manager: Giuseppe Martinelli |                     |           |           |

| Lotto-Domo LOT         | Lotto-Domo LOT    | Lotto-Domo LOT | Lotto-Domo LOT |
| ---------------------- | ----------------- | -------------- | -------------- |
| Nr                     |                   |                | Pos.           |
| 181                    | Robbie McEwen     | Australien     | 122            |
| 182                    | Christophe Brandt | Belgien        | DNF            |
| 183                    | Nick Gates        | Australien     | DNF            |
| 184                    | Thierry Marichal  | Belgien        | 101            |
| 185                    | Axel Merckx       | Belgien        | 21             |
| 186                    | Koos Moerenhout   | Nederländerna  | 100            |
| 187                    | Wim Vansevenant   | Belgien        | 140            |
| 188                    | Rik Verbrugghe    | Belgien        | 43             |
| 189                    | Aart Vierhouten   | Nederländerna  | DNF            |
| Manager: Marc Sergeant |                   |                |                |

| Domina Vacanze DVE       | Domina Vacanze DVE  | Domina Vacanze DVE | Domina Vacanze DVE |
| ------------------------ | ------------------- | ------------------ | ------------------ |
| Nr                       |                     |                    | Pos.               |
| 191                      | Mario Cipollini     | Italien            | DNF                |
| 192                      | Gian Matteo Fagnini | Italien            | DNF                |
| 193                      | Massimo Giunti      | Italien            | DNF                |
| 194                      | Sergio Marinangeli  | Italien            | DNF                |
| 195                      | Massimiliano Mori   | Italien            | 121                |
| 196                      | Michele Scarponi    | Italien            | 32                 |
| 197                      | Francesco Secchiari | Italien            | 143                |
| 198                      | Filippo Simeoni     | Italien            | 118                |
| 199                      | Paolo Valoti        | Italien            | DNF                |
| Manager: Fabio Becherini |                     |                    |                    |

| R.A.G.T. Semences-MG Rover RAG | R.A.G.T. Semences-MG Rover RAG | R.A.G.T. Semences-MG Rover RAG | R.A.G.T. Semences-MG Rover RAG |
| ------------------------------ | ------------------------------ | ------------------------------ | ------------------------------ |
| Nr                             |                                |                                | Pos.                           |
| 201                            | Christophe Rinero              | Frankrike                      | 92                             |
| 202                            | Guillaume Auger                | Frankrike                      | 136                            |
| 203                            | Pierre Bourquenoud             | Schweiz                        | 130                            |
| 204                            | Gilles Bouvard                 | Frankrike                      | 128                            |
| 205                            | Sylvain Calzati                | Frankrike                      | 71                             |
| 206                            | Frédéric Finot                 | Frankrike                      | 145                            |
| 207                            | Christophe Laurent             | Frankrike                      | 134                            |
| 208                            | Ludovic Martin                 | Frankrike                      | 119                            |
| 209                            | Eddy Seigneur                  | Frankrike                      | DNF                            |
| Manager: Jean-Luc Jonrond      |                                |                                |                                |